# Ni luo he nu er
Ni luo he nu er (尼羅河女兒, La filla del Nil) és una pel·lícula de 1987 del cineasta taiwanès Hou Hsiao-hsien.

## Context
El títol de la pel·lícula fa referència a un personatge del manga Ōke no Monshō(en japonès: 王家の紋章, en anglès: Crest of the Royal Family, lit. L'emblema de la família reial) a qui el poble egipci aclama com "la filla del Nil". La pel·lícula estudia la vida de personatges joves al Taipei urbanitzat, amb èmfasi en la figura marginalitzada d'una dona empleada d'una cadena de menjar ràpid que està enamorada d'un gigoló. L'inici de la pel·lícula suggereix un paral·lelisme entre les dificultats dels personatges de la pel·lícula (la joventut urbana taiwanesa en plena transició des d'una civilització clàssica cap a una nova societat dinàmica) amb els problemes dels personatges mítics de el Llibre egipci dels morts.
En el repartiment apareixen la cantant Lin Yang, com a protagonista, Jack Kao com el seu germà i Tianlu Li en el paper de l'avi que els vista amb freqüència. Aquest últim va acabar convertint-se en un element central de les pel·lícules de Hou Hsiao-hsien, i Kao va participar en nombrosos dels seus treballs.

## Sinopsi

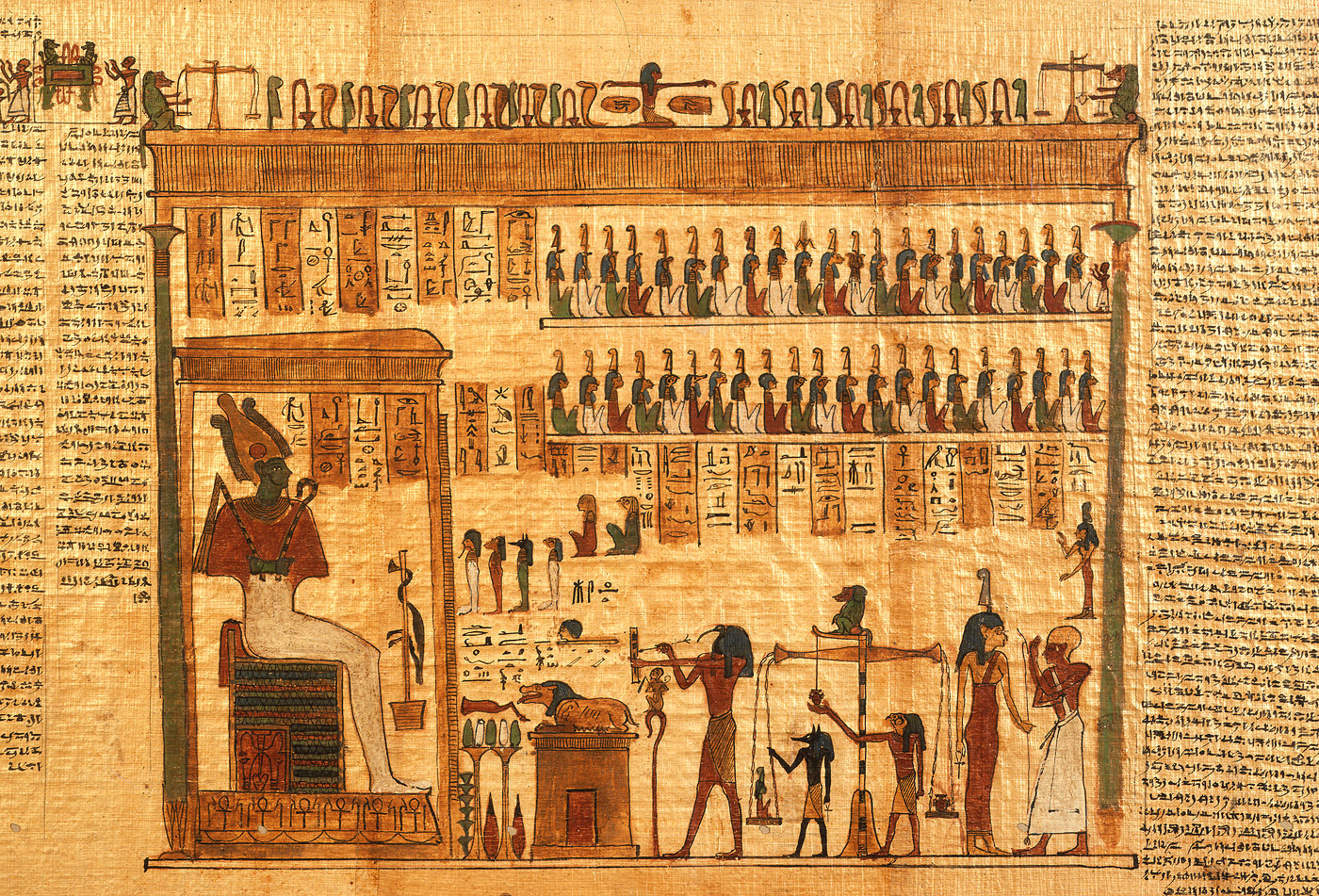
Extracte del Llibre dels morts, que apareix sovint a les imatges de la pel·lícula.

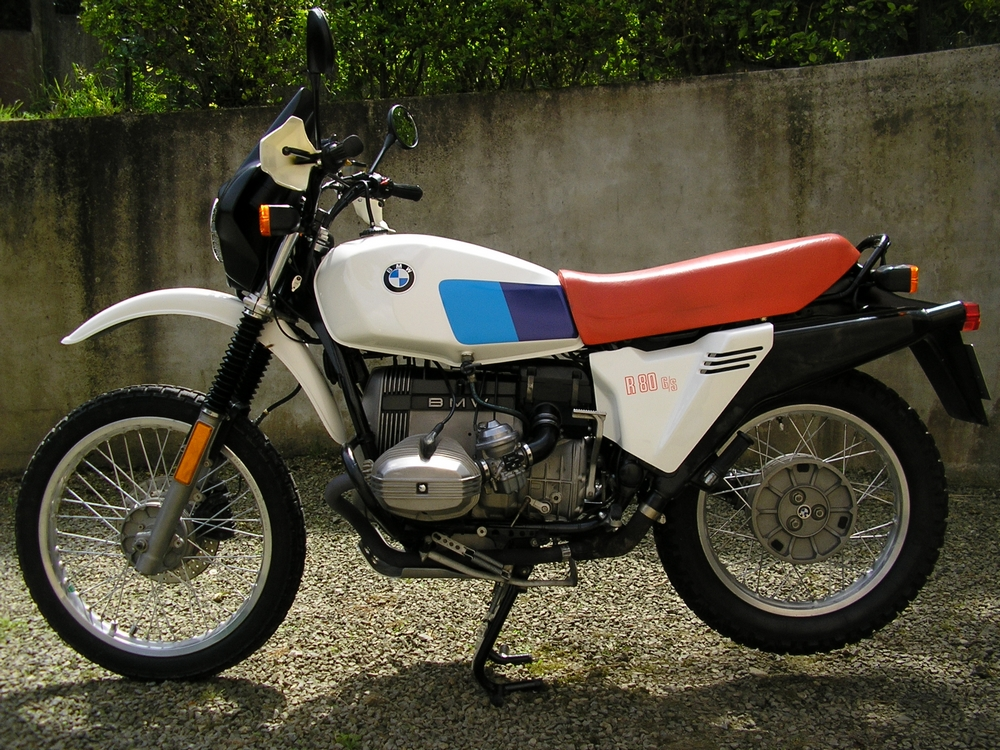
Motocicleta psemblant a la qual porta Xiaoyang, la protagonista del film.

Lin Xiaoyang (Lin Yang) intenta cuidar de la seva família alhora que treballa en un KFC i assisteix a una escola nocturna. La seva mare va morir a causa d'una malaltia i el major dels germans de la família va perdre la vida en un accident. El pare (Fu Sheng Tsui) treballa fora de la ciutat. Xiaoyang es queda llavors sola i es veu amb la responsabilitat d'atendre la seva germana petita, que té dificultats a l'escola i ja ha començat a robar, i al seu germà (Jack Kao), lladre i membre d'un grup criminal.

## Repartiment[6]
| Actor                  | Personatge                                         |
| ---------------------- | -------------------------------------------------- |
| Lin Yang (楊林)        | Lin Xiaoyang, noia protagonista que treballa a KFC |
| Jack Kao (高捷)        | Lin Xiaofang, germà gangster                       |
| Cai Cande (蔡燦得)     | Xiaowei, germana petita de Xiaoyang                |
| Fan Yang (楊帆)        | A-San                                              |
| Tianlu Li (李天祿)     | Avi                                                |
| Fu Sheng Tsui (崔福生) | Pare                                               |
| Xin Shufen (辛樹芬)    | Xiaofen, promesa de Xiaofang                       |
| Yu An-shun             | Companya de Xiaoyang                               |
| Wu Nien-jen (吳念真)   | Professor de l'escola nocturna                     |
| Huang Chiung-yao       |                                                    |
| Chen Chien-wen         |                                                    |
| Yang Tzu-tei           |                                                    |
| Lin Chu                |                                                    |
| Chen Shu-fang          |                                                    |
| Tian Weiwei            |                                                    |
| You Jingru             |                                                    |
| Lei Guowei             |                                                    |
| Zue Zhizheng           |                                                    |
| Zhu Youcheng           |                                                    |

## Comentaris de la crítica
Michael Joshua Rowin, de la Reverse Shot, afirmava el 2008, en la seva anàlisi exhaustiva sobre Daughter of the Nile, que és una de les pel·lícules més accessibles de Hou, i que, encara que mai va passar per la pantalla gran als EUA ni es va distribuir en vídeo, el fet que anticipi algunes de les temàtiques de Millenium Mambo, un treball posterior del director i el primer a ser distribuït als EUA, converteix a Daughter of the Nile en un tresor per descobrir.

## Projeccions i recepció
La pel·lícula es va projectar inicialment a l'octubre de 1987 al Festival de Cinema de Torí a Itàlia, on va guanyar un premi especial del jurat a nom de Hou Hsiao-hsien en l'apartat de pel·lícules internacionals. Quan va ser projectada al gener de 1988 a l'American Film Institute, el Washington Post escrivia "Hou Hsiao-hsien té aquest poliment que converteix a la seva pel·lícula en un pont entre Orient i Occident".  El setembre del 1988 es va projectar al Festival de Cinema de Toronto i al Festival de Cinema de Nova York. Després de la seva projecció a Nova York, Vincent Canby del The New York Times opinava sobre la pel·lícula " ... no es tracta tant sobre la solitud com d'un exemple de solitud, és més aviat sobre una revolució que està tenint lloc lluny de nosaltres". Quan es va projectar en el Festival Internacional de Cinema de Chicago a l'octubre de 1988, Lloyd Sachs de el Chicago Sun-Times deia "lenta i reveladora a estones, Daughter of the Nile no es mostra com una pel·lícula fàcil de descriure".
L'Anthology Film Archives de Nova York va tornar a projectar en 1999 la pel·lícula com a part d'una retrospectiva sobre Hou Hsiao-hsien. Es va projectar una vegada més l'any 2000 al National Gallery of Art i la Freer Gallery en un esdeveniment de retrospectiva sobre cinema taiwanès.
A l'abril de 2002 va formar part del Festival de Cinema Internacional Independent de Buenos Aires i en 2005 va ser projecta al Festival Internacional de Cinema de Tessalònica.
El National Film Repository del Canadà va triar la pel·lícula per a la seva projecció com a retrospectiva del director en 2006
La pel·lícula va ser redistribuïda en una versió internacional de Blu-ray + DVD el maig de 2017.

## Premis
Va guanyar un premi especial del jurat al Festival de Cinema de Torí, i va participar en la Quinzena de Realitzadors del 41è Festival Internacional de Cinema de Canes.